# 联邦和平中央委员会
联邦和平中央委员会（缩写UPCC），缅甸政府组织，成立于2012年5月，旨在推动政府与少数民族武装之间的和谈进程，争取实现国家永久和平。

## 人员构成
成立之初由11人组成，成员包括总统、副总统、议长、国防军总司令、内政部长、国防部长、边境事务部长以及联邦检察长等。

## 工作任务
先进行邦级（地方级）和谈，争取达成停火、设立联络处等协议。再进行联邦级（中央级）和谈，争取就实现永久和平、组织政党参与国家政治、修改宪法、在宪法范围内生活和工作、依据宪法进行武装改编等达成和平协议。